# Музей Галилея
Музей Галилея (итал. Museo Galileo) — научно-технический музей во Флоренции, Тоскана. Ему принадлежит одна из самых важных коллекций научных инструментов в мире, которые доказывают связь деятельности семьи Медичи и герцогов Лотарингии с развитием науки и техники. 10 июня 2010 года, после двухлетнего закрытия на реставрацию, музей, ранее известный как Музей истории науки (Museo di Storia della Scienza), вновь открылся под названием музей Галилео Галилея.

## Коллекция Медичи
На первом этаже музея находится Коллекция Медичи, датированная XV—XVIII веками. Постоянная выставка включает в себя все артефакты Галилео Галилея, среди которых два телескопа, термометры, которые использовали члены Академии Чименто, и экстраординарная коллекция земных и небесных глобусов, включая гигантскую армиллярную сферу, разработанную и построенную Антонио Сантуччи (Antonio Santucci).

## Коллекция Лотарингов
На втором этаже находятся инструменты и экспериментальные аппараты, собранные лотарингскими династиями (XVIII—XIX века), которые указывают на значительный вклад Тосканы и в целом Италии в развитие электричества, электромагнетизма и химии. На выставке представлены также акушерские восковые модели из больницы Санта Мария Нуова, химический кабинет Великого Герцога Петера Леопольда и уникальные машины, сделанные в мастерских Музея естественной природы, для иллюстрации фундаментальных физических законов.

## Библиотека
В библиотеке музея хранятся около 150 тысяч научно-исторических работ. Старинная коллекция книг насчитывает 5000 экземпляров. Она включает в себя коллекцию Медичи-Лотарингов, богатую научными трудами по физике и математике, собранными в течение пяти веков тосканскими династиями. В библиотеке находятся архивные коллекции XVIII—XX веков, а также фотоархив истории коллекций музея, старинных инструментов и научно интересных мест. Современная коллекция содержит работы на итальянском и других европейских языках, и приобретает ежегодно около 1800 новых книг. Все материалы по библиотеке можно найти в электронном каталоге.

## Мультимедийная лаборатория
Музей Галилея основал свою мультимедийную лабораторию в 1991 году. Лаборатория производит онлайн и офлайн интерактивные приложения, чтобы повысить осведомлённость о постоянных и временных выставках музея. Лаборатория также создаёт цифровые архивы для научно-исторических исследований.

## Фотогалерея

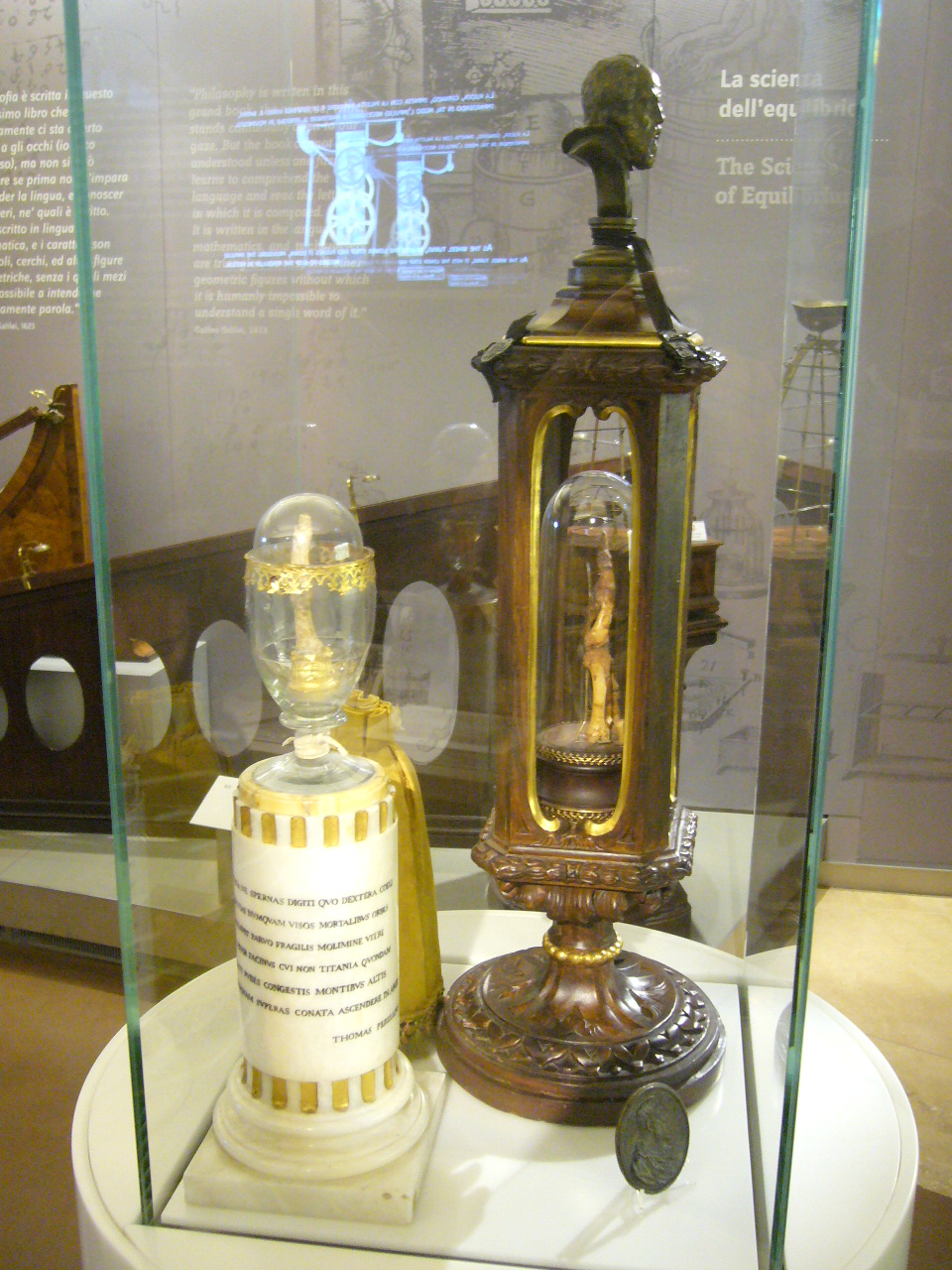
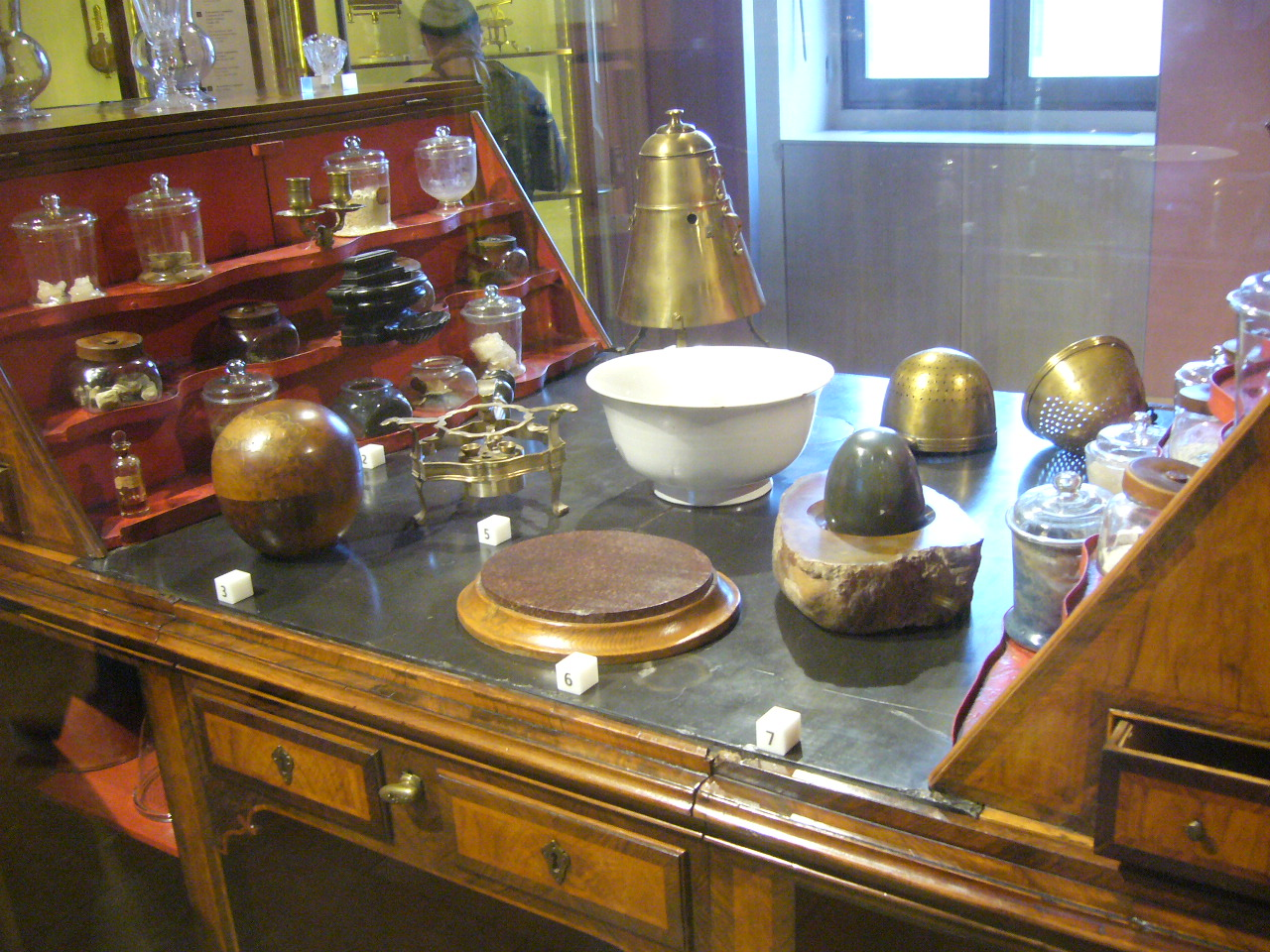
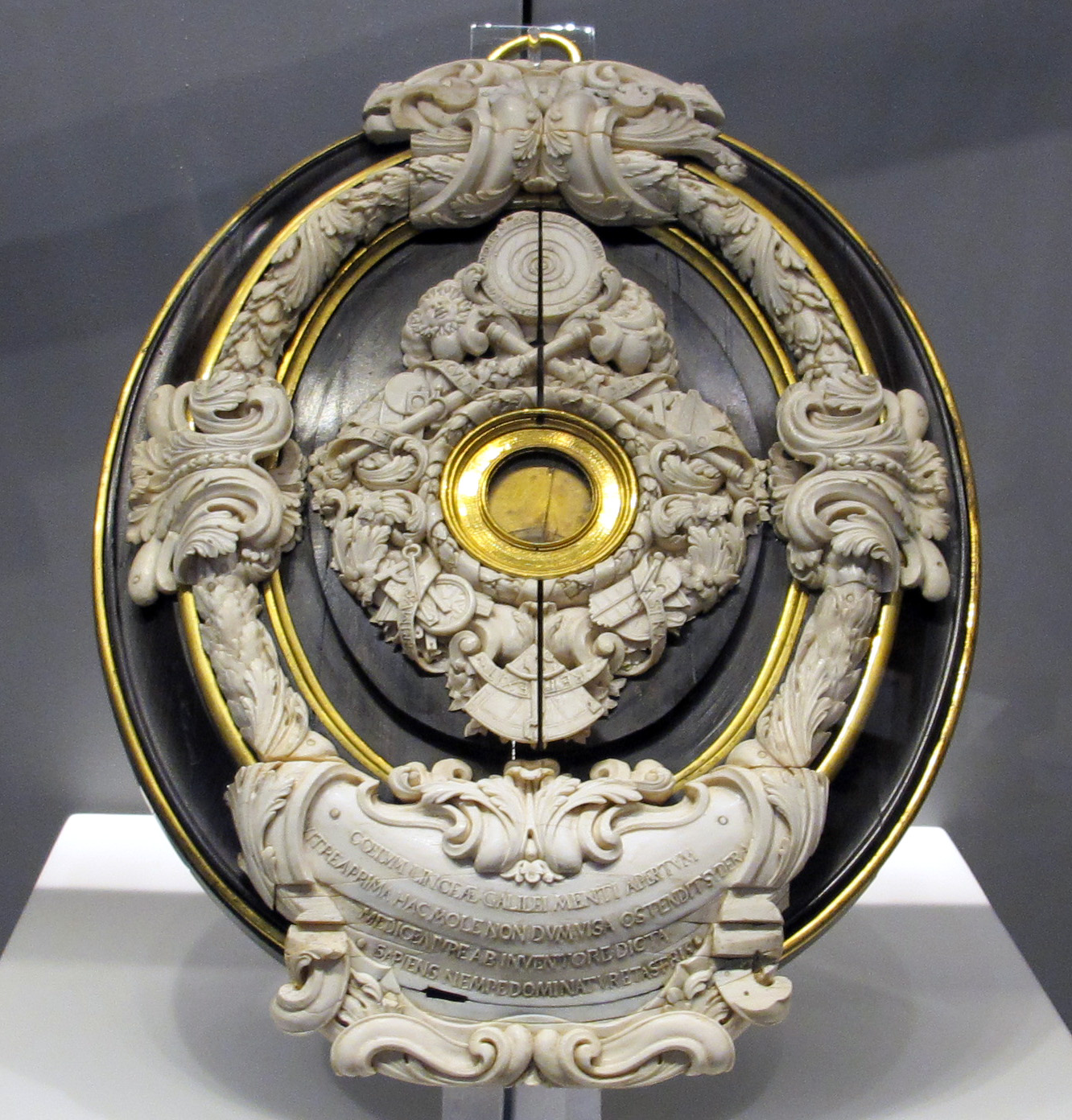
Galileo galilei, lente obiettiva (1609-10) con cornice di vittorio crosten (1677)
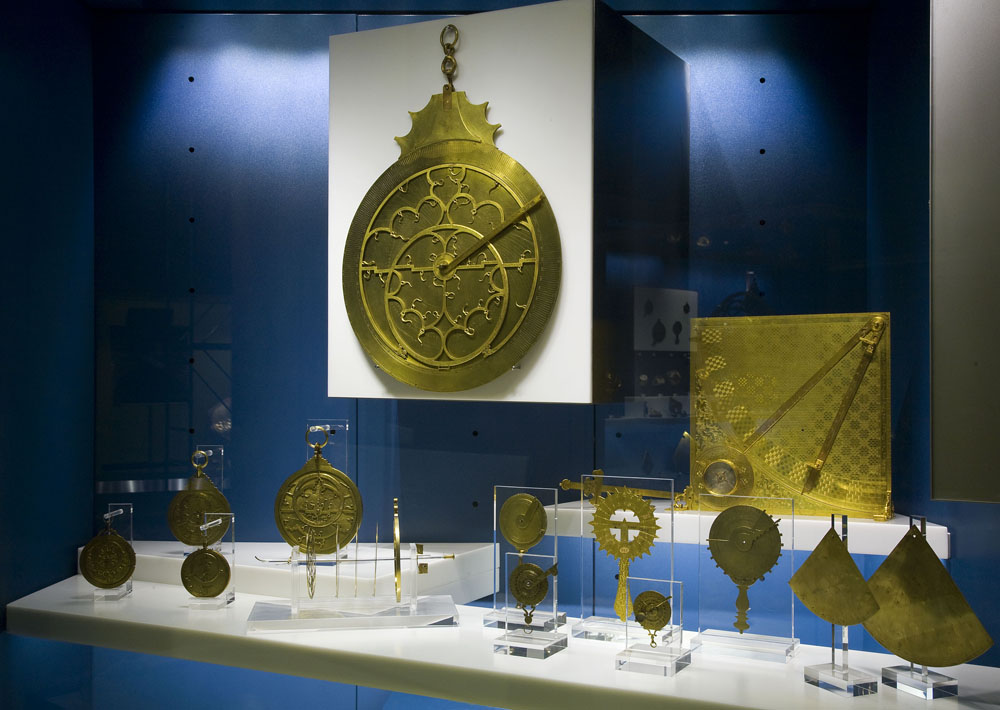